# Alan Carr (acteur)
Pour les articles homonymes, voir Alan Carr et Carr.
Alan Graham Carr, né le 14 juin 1976 à Weymouth (Dorset) est un humoriste et présentateur de télévision et de radio anglais.

## Biographie

### Enfance et formation
Alan Graham Carr est né le 14 juin 1976 à Weymouth, Dorset, fils aîné de Christine et Graham Carr. Il passe la majorité de son enfance à Northampton,. Son père, dont la famille vient du nord-est de l'Angleterre, est un ancien directeur de Northampton Town et un ancien dépisteur en chef de Newcastle United,. Alan Carr a un frère cadet nommé Gary.
Alan Carr étudie à la Weston Favell Upper School à Northampton et est diplômé de l'Université de Middlesex avec un BA (Hons) 2: 1 en études dramatiques et théâtrales,.
Après avoir obtenu son diplôme, Alan Carr déménage à Manchester aspirant à devenir comédien. Il vit à Chorlton-cum-Hardy, après quoi il déménage à Stretford, qu'il cite comme source d'inspiration pour son travail comique. Pendant cinq ans, il travaille dans un centre d'appels, se produisant sur le circuit de la comédie pendant son temps libre, avant de se lancer dans la comédie comme carrière à temps plein,.

### Carrière

#### Émissions télévisées de divertissement
Alan Carr perce dans le circuit des comédies à Manchester en 2001 en remportant deux prix : le City Life du meilleur nouveau venu de l'année et les BBC New Comedy Awards.
Il fait de premières apparitions dans les émissions 8 chats sur 10 en 2005 et La loi du terrain de jeu en 2006,.
Il coanime la deuxième saison de The Friday Night Project (2006-2009) avec Justin Lee Collins, jusqu'à ce qu'il soit annulé après la fin de la huitième série en février 2009.
Il anime ensuite deux saisons du jeu télévisé Alan Carr's Celebrity Ding Dong de Channel 4 de 2007 à 2009, et l'émission de discussion Alan Carr: Chatty Man, qui a duré 16 séries de 2009 à 2016, avec des spéciaux de Noël en 2016 et 2017.
En 2019, il devient juge sur RuPaul's Drag Race UK en alternance avec Graham Norton et en 2022 de la version RuPaul's Drag Race : UK vs the World. En 2021, il commence à animer les Interior Design Masters de BBC One.

#### Radio
Alan Carr fait ses débuts à la radio le jour de Noël 2007 pour BBC Radio 2 dans le cadre de leurs temps forts festifs avec l'émission Alan Carr's Christmas Box.
Il remplace l'animateur de la BBC Radio 6 Music les 16 février et 14 juin 2008 pour l'émission Adam et Joe et coprésente The Russell Brand Show le 4 octobre 2008. Il présente également Comedy Outings d'Alan Carr pour BBC Radio 2 en 2008.
Le 25 avril 2009, Alan Carr commence à animer Going Out with Alan Carr, une nouvelle émission pour BBC Radio 2, en collaboration avec Emma Forbes (plus tard remplacée par Melanie Sykes). L'émission est diffusée tous les samedis soir à partir de 18h à 20h. Le 6 mars 2012, il prend la décision de partir pour se concentrer sur son émission Chatty Man. Son dernier spectacle a eu lieu le 31 mars 2012. Il est remplacé par Liza Tarbuck. Il revient exceptionnel le lendemain de Noël 2015 pour une émission unique sur la station.
Pendant quatre semaines en janvier-février 2017, Alan Carr est de nouveau revenu sur BBC Radio 2 pour remplacer Paul O'Grady dans son émission du dimanche. Il retrouve Sykes pour présenter une émission de 10 semaines intitulée Summer Escapes, qui remplace Graham Norton les samedis de juillet à septembre sur BBC Radio 2 chaque année de 2017 jusqu'à sa dernière diffusion en 2020 après le départ de Norton de la station.Cela comprenait des émissions d'été comme le British Seaside Survey .

#### Stand-up
Alan Carr se produit régulièrement en stand-up, en tournée et à la télévision. Il devient un artiste régulier sur le circuit de la comédie de Manchester dans sa vingtaine et rencontre des collègues comédiens comme Jason Manford, Justin Moorhouse et John Bishop. Il a son propre spectacle mensuel de comédie et de cabaret Alan Carr's Ice Cream Sunday au Manchester Comedy Store,,.
En 2001, il remporte le prix City Life du meilleur nouveau venu de l'année et les BBC New Comedy Awards,.
Il participe à trois spectacles à Édimbourg et en 2007, il effectue une tournée à travers le Royaume-Uni, suivie d'un DVD intitulé Tooth Fairy Live.
Il se produit à l'Apollo Theatre de Londres, qui est télévisé pour la série BBC One Live at the Apollo, et est présenté dans le Royal Variety Performance.
Il se produit dans de nombreux festivals, notamment les festivals de Reading et de Leeds, le Latitude Festival dans le Suffolk et le Kilkenny Comedy Festival en Irlande. Il fait du stand-up à l'échelle internationale, notamment au festival Juste pour rire à Montréal.
En mars 2010, Aan Carr participe au Comedy Gala de Channel 4, un spectacle de bienfaisance organisé à l'O2 Arena au profit de l'hôpital pour enfants de Great Ormond Street à Londres.

#### Autobiographie
Look Who It Is! (Regardez qui c'est !) est l'autobiographie de Carr publiée en 2008.
Il détaille sa vie depuis son enfance à Weymouth jusqu'à la présentation du Friday Night Project. Dans le livre, il raconte comment il grandit dans l'ombre de son père Graham, et fait son possible pour devenir un grand joueur de football, malgré ses difficultés. Le livre déplore ses années d'école : il est choisi en dernier dans l'équipe de football lorsque les autres étudiants découvre son manque de talent et son père le force à ne plus communiquer avec un ami parce qu'il est d'après lui en train de le « rendre gay ». Alan Carr raconte également comment la puberté lui laisse de « grandes dents » et une voix "de camp" (ostentatoire).

### Vie privée
Alan Carr est gay, mais ne considère pas sa sexualité comme un élément central de son travail. En 2008, il déclare : « Je pense simplement que les homosexuels doivent dépasser leur condition. Ce n'est pas parce que vous êtes gay et à la télé que vous êtes un modèle. Je ne suis qu'un comédien. C'est tout ce que je suis. Qu'est-ce que je suis censé faire ? Est-ce que je prends la voie de Julian Clary et parle de fisting et de poppers ? Je ne parle pas d'être gay et je pense qu'il n'y a pas de meilleure égalité pour les gays que cela ? ». Alan Carr déclare être à l'aise avec sa sexualité depuis son plus jeune âge. Quand Eddie Izzard est invité de Chatty Man et demande à Carr quand il est sorti du placard, il répond qu'il « n'a jamais vraiment été dedans » et que d'autres enfants se moquaient déjà de son comportement ostentatoire quand il avait huit ou neuf ans.
En janvier 2018, Alan Carr épouse son partenaire depuis dix ans, Paul Drayton, à Los Angeles. Le mariage est célébré par sa meilleure amie Adèle. Le couple annonce sa séparation en janvier 2022, à la suite de la condamnation de Drayton pour conduite en état d'ivresse. Alan Carr vit dans le West Sussex, à cinq kilomètres de Horsham.

### Controverse
En acceptant son prix de la meilleure personnalité du divertissement aux British Comedy Awards en décembre 2008, Alan Carr le dédie à Karen Matthews, qui est reconnue coupable plus tôt ce mois-là de l'enlèvement de Shannon Matthews, sa propre fille. Il est cité par BBC News comme déclarant : « Je devrais lui dédier ce prix [Karen]. Elle serait l'invitée de mes rêves. Je pense qu'elle est une icône gay. Les gens aiment un peu la brutalité, n'est-ce pas ? ».
Shahid Malik, député de la circonscription de Matthews à Dewsbury, qualifie ses commentaires à propos de Matthews de « malades et insensibles ». Alan Carr s'excuse par la suite pour ses commentaires, en disant : « Je me rends compte que ce que j'ai dit était insensible et je suis vraiment désolé pour toute offense causée ». Sur son propre site Internet, il ajoute : « Pour ceux d'entre vous qui ont apprécié ma comédie et vu mon numéro au cours des sept dernières années, vous vous serez tous habitués à mon style ironique et à mes observations rapprochées. Hier soir, aux Comedy Awards [...] j'étais ironique, ce ne sont évidemment pas mes vrais sentiments ».

## Spectacles et émissions

### Stand-up
| Année | Titre                                         | Rôle           | Remarques           |
| ----- | --------------------------------------------- | -------------- | ------------------- |
| 2007  | Fée des dents en direct                       | Lui-même       | Spécial stand-up    |
| 2009  | Nativité!                                     | Critique       |                     |
| 2011  | Spexy Bête en direct                          | Lui-même       | Spécial stand-up    |
| 2015  | Le film Bob l'éponge : L'éponge hors de l'eau | Mouette (voix) | version britannique |
| 2015  | Ouais, ouais, ouais ! En direct               | Lui-même       | Spécial stand-up    |

### Tournées de stand-up
| Année     | Titre                           | Remarques                       |
| --------- | ------------------------------- | ------------------------------- |
| 2006-07   | Fée des dents en direct         | Première tournée solo, 89 dates |
| 2010-2011 | Bête Spexy                      | 122 rendez-vous                 |
| 2015      | Ouais, ouais, ouais ! En direct | 94 rendez-vous                  |
| 2021-2022 | Bibelot régional                | 35 rendez-vous                  |
| 2022      | Pas encore, Alan !              | Dates à confirmer               |

### Télévision
| Year         | Title                                       | Role            | Notes                                              |
| ------------ | ------------------------------------------- | --------------- | -------------------------------------------------- |
| 2005–2006    | 8 Out of 10 Cats                            | Himself         | 7 episodes                                         |
| 2006         | The Law of the Playground                   | Himself         | Documentary comedy: 7 episodes (series 1)          |
| 2006–2009    | Friday/Sunday Night Project                 | Presenter       |                                                    |
| 2007–2008    | Alan Carr's Celebrity Ding Dong             | Presenter       | Two series; 12 episodes                            |
| 2007, 2018   | Live at the Apollo                          | Presenter       | 3 episodes                                         |
| 2008         | The Comedy Map of Britain                   | Himself         |                                                    |
| 2009–2017    | Alan Carr: Chatty Man                       | Presenter       | 181 episodes (series 1–16; two Christmas specials) |
| 2009–2020    | The One Show                                | Guest Presenter | 10 episodes                                        |
| 2010–2016    | Channel 4's Comedy Gala                     | Presenter       |                                                    |
| 2010         | The New Paul O'Grady Show                   | Guest Presenter | 2 episodes                                         |
| 2011         | Who Do You Think You Are?                   | Himself         | Episode: "Alan Carr"                               |
| 2011         | My Favourite Joke                           | Himself         | One series                                         |
| 2011–2017    | Alan Carr's Specstacular                    | Presenter       |                                                    |
| 2012         | Playing It Straight UK                      | Narrator        |                                                    |
| 2012         | Comedy World Cup                            | Contestant      | Team Captain, 2 episodes                           |
| 2012–present | Stand Up to Cancer                          | Co-Presenter    |                                                    |
| 2014         | Stars at Your Service                       | Co-Presenter    |                                                    |
| 2014         | The Singer Takes It All                     | Presenter       |                                                    |
| 2014         | Celebrity Deal or No Deal                   | Contestant      | Won £41,000 for Stand Up to Cancer                 |
| 2016         | Alan Carr's 12 Stars of Christmas           | Presenter       | Channel 4 game show                                |
| 2016         | Alan Carr's Happy Hour                      | Presenter       | 3 episodes (series 1)                              |
| 2016         | National Treasure                           | Himself         | 1 episode                                          |
| 2016, 2018   | Peter Kay's Comedy Shuffle                  | Himself         | 2 episodes                                         |
| 2017–present | 8 Out of 10 Cats Does Countdown             | Team Captain    | 12 episodes                                        |
| 2017         | The Price is Right                          | Presenter       |                                                    |
| 2018         | The Remote Controller                       | Presenter       | Non-broadcast pilot for Channel 4                  |
| 2018         | I Don't Like Mondays                        | Presenter       | Channel 4 game show                                |
| 2018         | The Great Celebrity Bake Off                | Himself         | TV special; 1 episode                              |
| 2018         | Hollyoaks                                   | Himself         | 1 episode                                          |
| 2018         | Alan Carr's Christmas Cracker               | Presenter       | TV special                                         |
| 2019–present | There's Something About Movies              | Presenter       | Sky One panel show                                 |
| 2019–present | RuPaul's Drag Race UK                       | Judge           |                                                    |
| 2019         | Alan Carr's Celebrity Re-Play 2019          | Presenter       | TV special                                         |
| 2020         | Meet the Richardsons                        | Himself         | 1 episode                                          |
| 2020         | Secrets of the Driving Test                 | Narrator        | 6 episodes                                         |
| 2020         | Michael McIntyre's The Wheel                | Contestant      | Christmas Special                                  |
| 2020–2022    | Alan Carr's Epic Gameshow                   | Presenter       | ITV game show                                      |
| 2021–present | Interior Design Masters with Alan Carr      | Presenter       |                                                    |
| 2021         | DNA Journey                                 | Himself         | TV documentary                                     |
| 2021         | The Masked Singer UK                        | Guest Panellist | Episode 6; Quarter Final (Series 2)                |
| 2021         | Royal Variety Performance                   | Host            | [ 36 ]                                             |
| 2022–present | RuPaul's Drag Race: UK vs. the World        | Judge           | [ 37 ]                                             |
| 2022         | Alan Carr’s Adventures With Agatha Christie | Presenter       | 3 episodes,                                        |
| 2023–present | Amanda And Alan's Italian Job               | Co-presenter    | Alongside Amanda Holden. 16 episodes               |
| 2023         | Changing Ends                               | Himself         | 6 episodes                                         |
| 2023–present | Picture Slam                                | Host            | Second series commissioned                         |
| 2023         | Mamma Mia! I Have a Dream                   | Judge           | Talent show                                        |

## Prix
| Année | Prix et catégorie                                                             | Remarques |
| ----- | ----------------------------------------------------------------------------- | --------- |
| 2001  | City Life Meilleur nouveau venu de l’année                                    | [ 22 ]    |
| 2001  | Prix de la nouvelle comédie de la BBC                                         | [ 23 ]    |
| 2007  | British Comedy Awards : Meilleur stand-up live                                | [ 42 ]    |
| 2008  | British Comedy Awards : Meilleure personnalité du divertissement comique      | [ 43 ]    |
| 2012  | Prix de la télévision nationale : meilleur animateur d'émission de discussion | [ 44 ]    |
| 2013  | BAFTA Award : meilleure performance de divertissement                         | [ 45 ]    |
| 2013  | British Comedy Awards : Meilleure personnalité du divertissement comique      | [ 46 ]    |
| 2015  | Prix de la télévision nationale : meilleur animateur d'émission de discussion | [ 47 ]    |